# Muur van Geraardsbergen
El Muur van Geraardsbergen (també conegut com a Kapelmuur i en francès com a Mur de Grammont) és un turó que s'eleva fins als 110 metres sobre el nivell del mar, a la localitat de Geraardsbergen, a Flandes Oriental, Bèlgica.

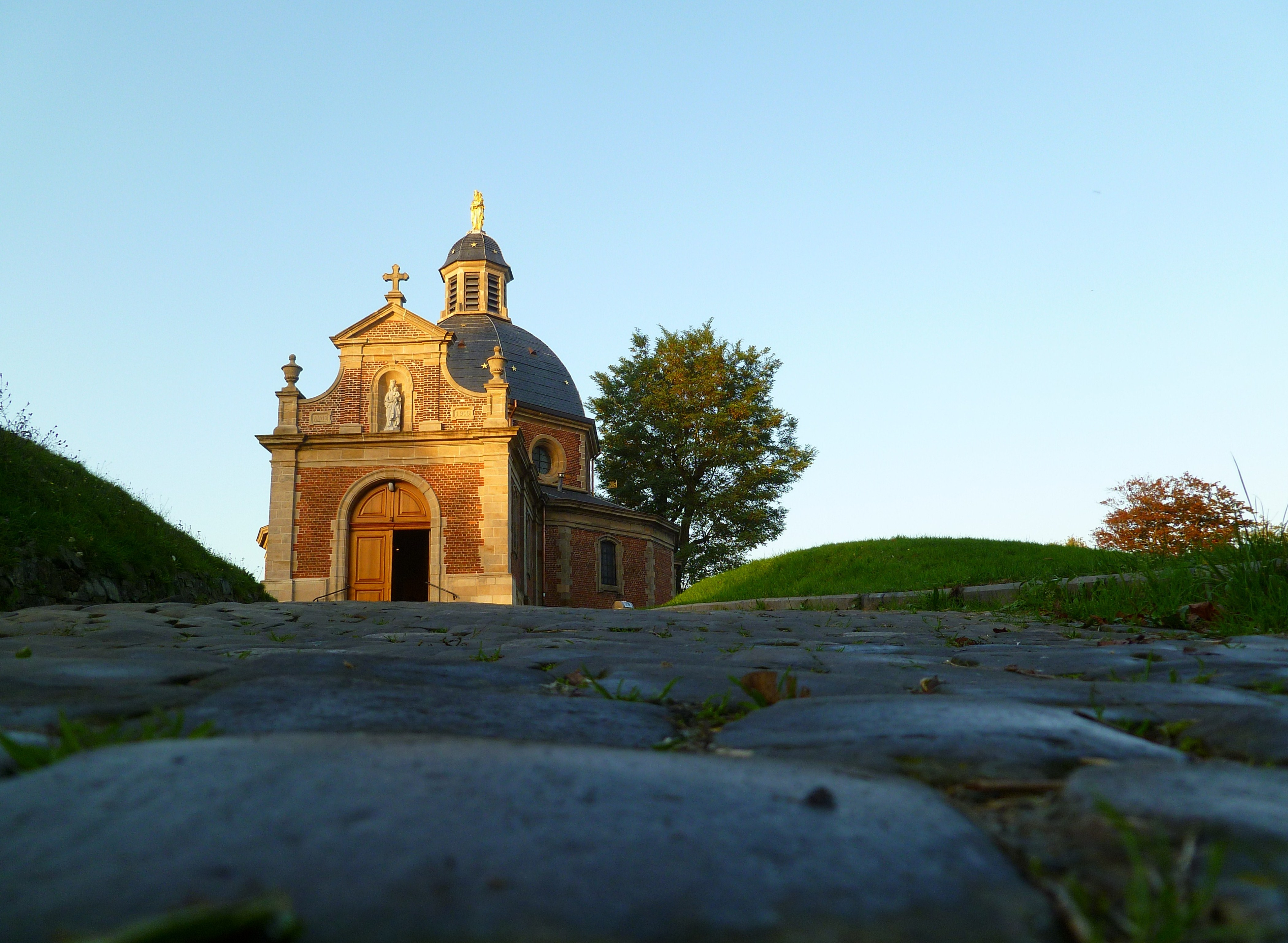
Vista de la capella que corona el Muur van Geraardsbergen

Aquesta ascensió forma part de diverses curses ciclistes, entre elles el Tour de Flandes, la Het Volk o l'Gran Premi E3, i és temut pel seu pendent del 9,2% de mitjana i pendents màxims de fins al 19% en els seus 1.000 metres de recorregut. En aquest petit recorregut supera 92 metres de desnivell. A més el ferm és cobert per llambordes, cosa que en dificulta en extrem la seva ascensió i sovint els ciclistes han de posar peu a terra. Va passar a formar part del recorregut del Tour de Flandes en l'edició de 1950 i amb la modificació del recorregut d'aquesta clàssica passà a ser determinant a l'hora de decidir-ne el vencedor final a partir dels anys 80 del segle xx. A partir del 2012 fou eliminat del recorregut del Tour del Flandes.